# 반짇고리

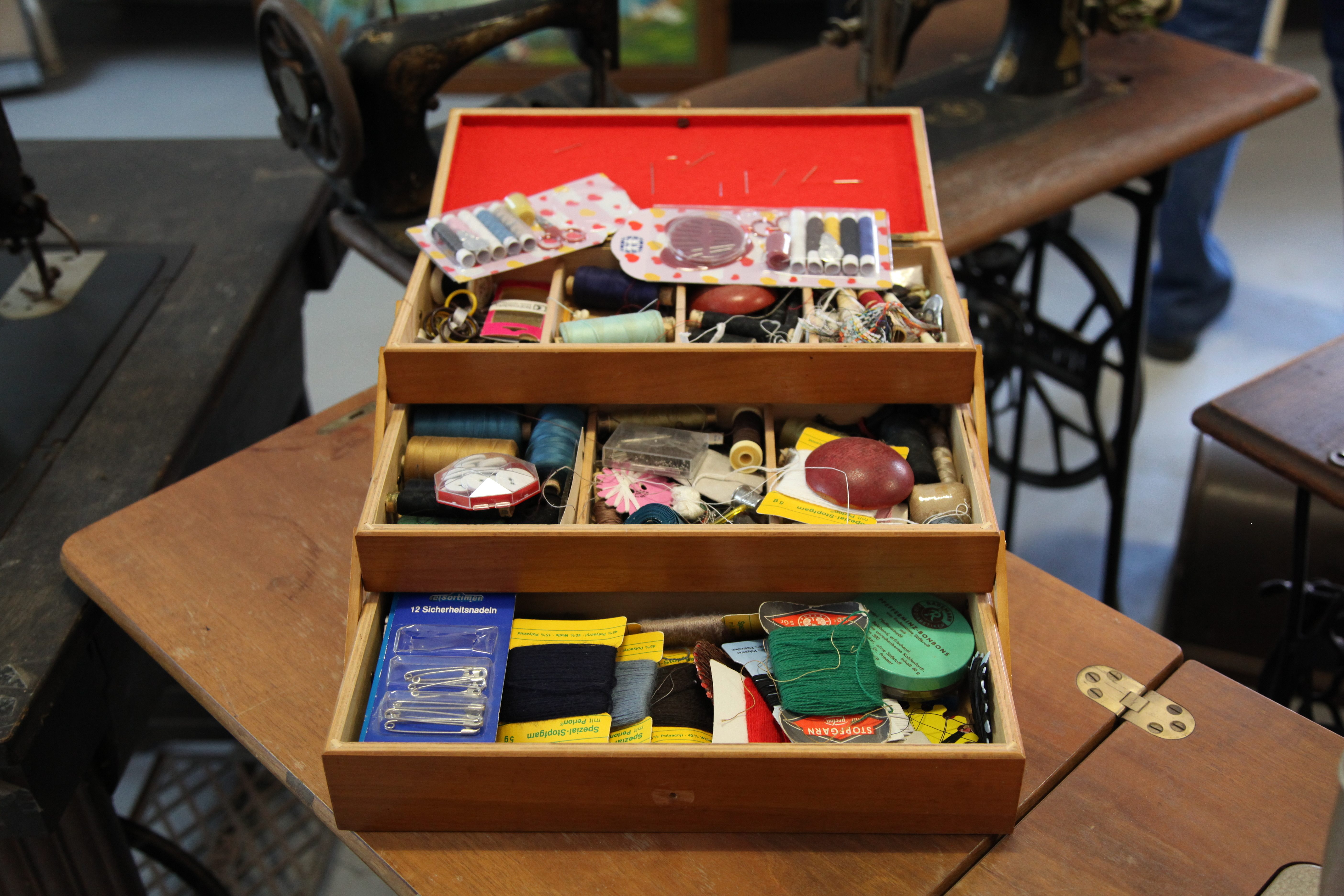

반짇고리(문화어: 바느질동고리)는 바늘·실·골무 등 바느질에 필요한 도구를 담는 그릇이다. 반짇고리는, 바느질의 준말 ‘반짇’과 ‘고리’란 말의 복합어이다. ‘고리’란 대오리나 껍질을 벗긴 버들가지를 엮어 상자같이 만든 물건을 이르는 말이다. 재료는 나무나 종이를 주로 사용했으며, 모양은 네모 반듯하거나 팔각 또는 둥근 모양이다. 종이로 만든 반짇고리는 색종이에 꽃이나 새를 그려 붙여 장식했고, 나무로 만든 반짇고리는 꽃과 새, 십장생 무늬를 조각해 칠을 하거나 자개를 덧붙여 화려하게 만들었다.